# Natick
Natick je město ve státě Massachusetts ve Spojených státech amerických. Nachází se v okresu Middlesex County, 16 kilometrů západně od hlavního města státu Bostonu.

## Historie
Oblast byla poprvé osídlena misionářem Johnem Eliotem v roce 1652. V roce 1781 se Natick stal městem (town). V roce 2010 zde žilo 32 786 obyvatel, což činilo narůst o 2,9 % oproti roku 2000, kdy zde žilo 31 868 lidí.

## Osobnosti
Narodili se zde například hudebník Jonathan Richman, hokejista John Carlson a herec Don Terry.